# Palazzata di Giacomo Minutoli
La  Palazzata di Giacomo Minutoli è stata una cortina di edifici della città di Messina, in stile neoclassico, opera dell'architetto Giacomo Minutoli,  Francesco Saverio Basile, Antonio Tardì, Francesco Sicuro, Giuseppe Venanzio Marvuglia, che venne distrutta nel terremoto del 1908.

## Profilo e storia dell'architettura
La Palazzata o Cortina è spesso indicata col termine Teatro Marittimo per via del suggestivo e grandioso colpo d'occhio offerto, quale scenografica e colossale quinta, all'osservatore o visitatore proveniente dal mare. Il termine genera spesso confusione per l'esatta localizzazione dei monumenti non più esistenti con la generica indicazione di teatro, luogo proprio adibito a spettacoli, e col Teatro delle Munizioni (ubicato vicino alla Pieve di San Giuliano), sala d'armi della città poi riconvertito ad uso di teatro.
Costituiva l'estremità meridionale della Palazzata o Teatro Marittimo il Palazzo Reale, la cui area è oggi identificabile con le strutture della Dogana o Porto Franco.
Iniziata nel 1803 e sospesi i lavori per alcune difficoltà economiche nella realizzazione delle decorazioni (prontamente risolte dai disegni realizzati da Francesco Sicuro), nel luogo dove sorgeva la Palazzata di Simone Gullì danneggiata dal terremoto del 1783.
Alta 77 palmi costituita da 37 isolati e 36 porte di cui 23 principali e 13 secondarie, su una cortina continua di imponenti edifici di fronte al porto scanditi da un monumentale colonnato di ordine ionico nelle porte principali che mettevano in comunicazione la marina con il resto della città (ad eccezione della prima adibita a magazzino e che ospitava le rovine della Chiesa della Rosa). Tali porte erano ornate da stele epigrafe adornate ai lati da Vittorie alate marmoree. Distrutta dal terremoto del 1908, parti delle fondamenta sono state inglobate dagli isolati odierni che compongono la Palazzata di Camillo Autore, Raffaele Leone, Guido Viola e il giovane Giuseppe Samonà (da cui prende il nome).
Tra i progetti di ricostruzione, figura la Palazzata di Luigi Borzì.

## Galleria d'immagini

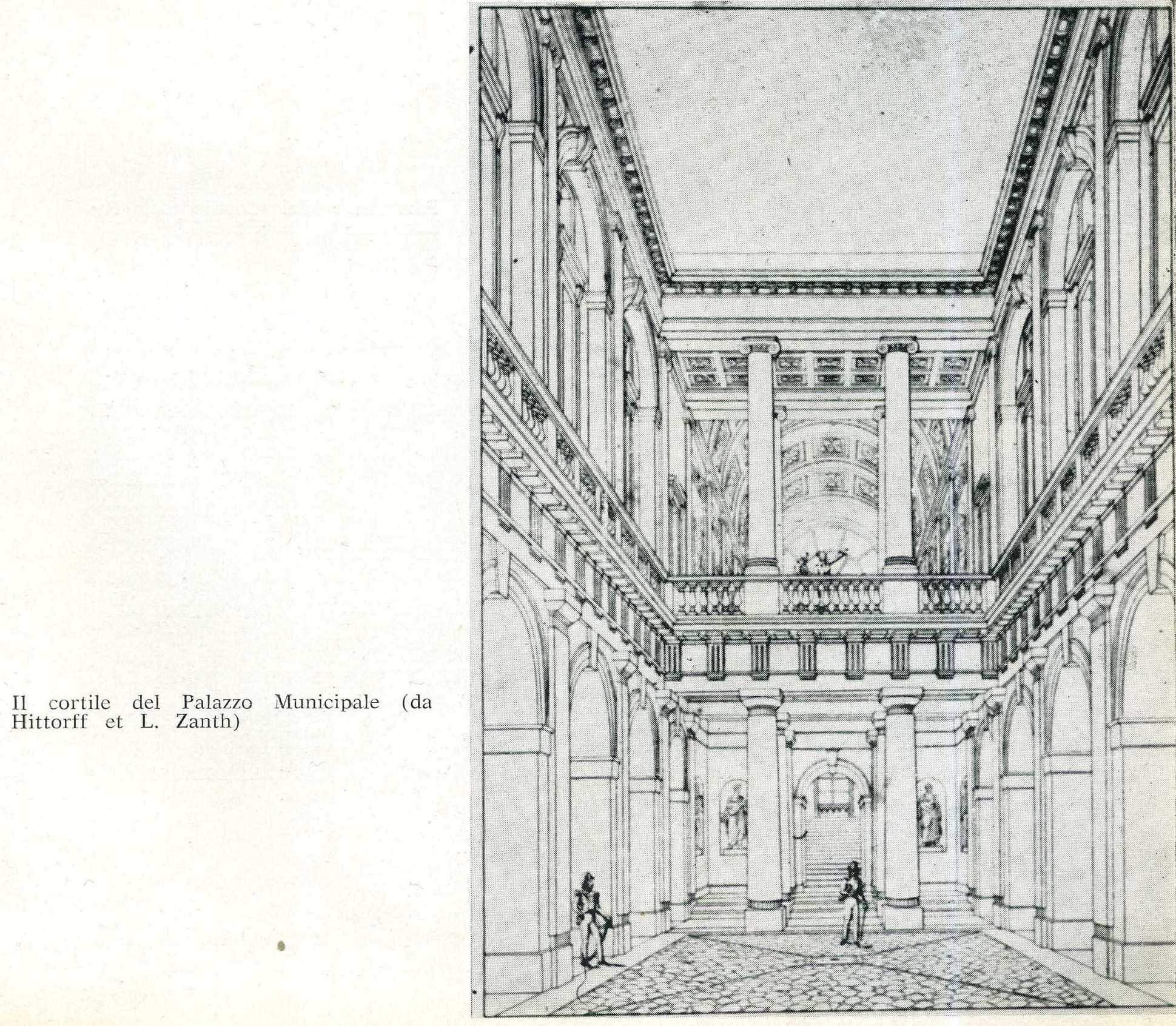
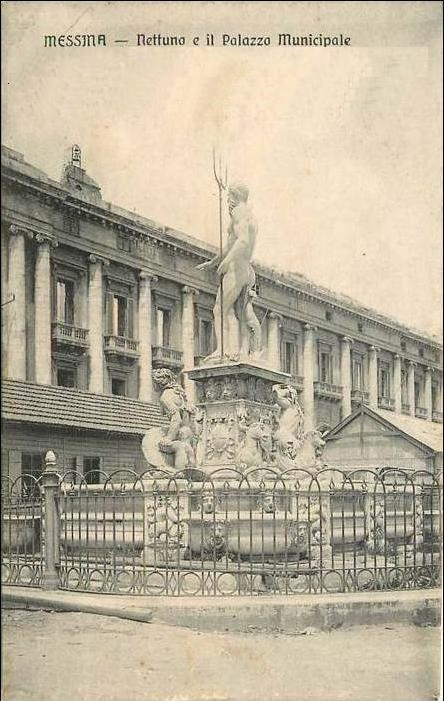
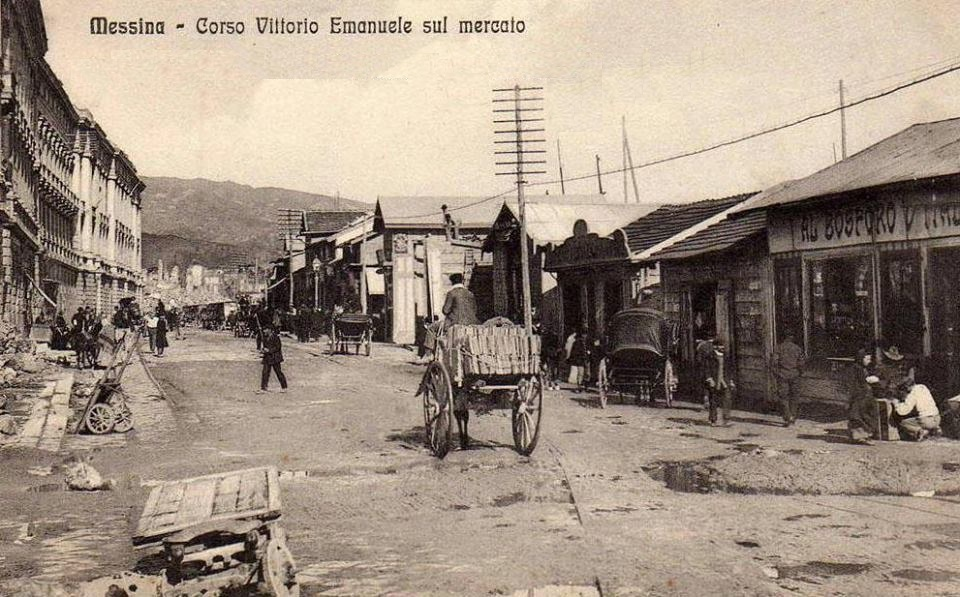
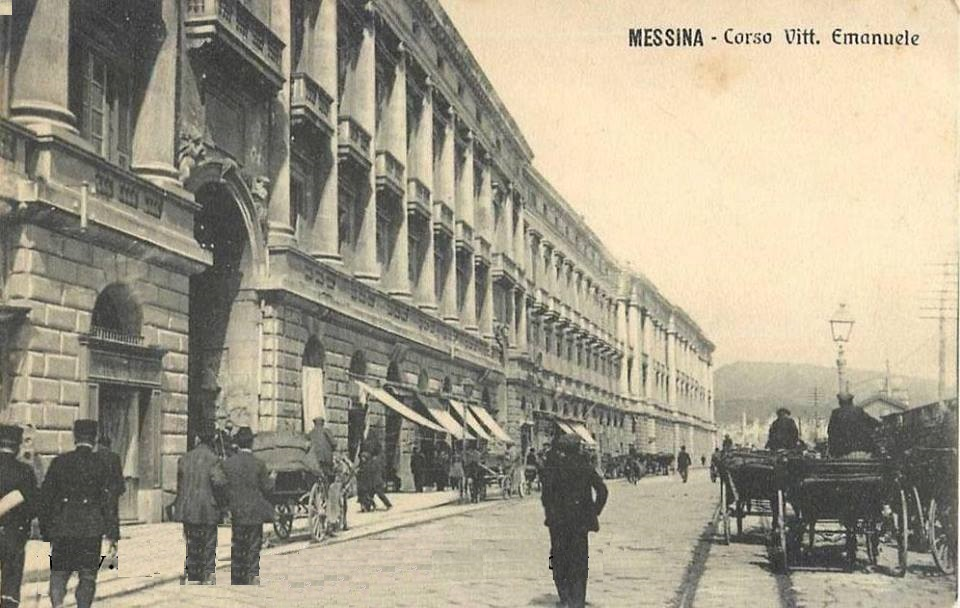
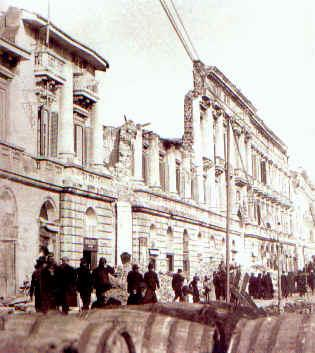
La Palazzata dopo il terremoto del 1908